# Biesowice (przystanek kolejowy)
Biesowice – przystanek kolejowy w Biesowicach, w województwie pomorskim, w Polsce, na linii kolejowej nr 405, łączącej stację Piła Główna z Ustką.

## Ruch pasażerski
| Rok  | Wymiana pasażerska na dobę |
| ---- | -------------------------- |
| 2017 | 50-99                      |
| 2022 | 50-99                      |

## Połączenia
- Szczecinek
- Miastko
- Słupsk